# Emma Holmgren
Pour les articles homonymes, voir Holmgren.
Emma Holmgren, née le 13 mai 1997 à Uppsala en Suède, est une footballeuse internationale suédoise évoluant au poste de gardienne de but au Levante UD.

## Biographie

### En club
À l'été 2021, Emma Holmgren rejoint l'Olympique lyonnais comme gardienne de but remplaçante,. Bien qu’elle ne dispute que peu de rencontres, la première en octobre 2021 et la deuxième en janvier 2022 en Coupe de France, elle réalise avec le club lyonnais le doublé Championnat de France féminin et Ligue des champions féminine de l'UEFA au cours de la saison 2021-2022.

### En équipe nationale
Avec les moins de 19 ans, elle participe au championnat d'Europe des moins de 19 ans organisé en 2015. Lors de cette compétition organisé en Israël, elle joue quatre matchs. La Suède remporte le tournoi en battant l'Espagne en finale. 
Par la suite, avec les moins de 20 ans, elle dispute la Coupe du monde des moins de 20 ans en 2016. Lors du mondial junior qui se déroule en Papouasie-Nouvelle-Guinée, elle joue trois matchs, avec un bilan d'une victoire, un nul et une défaite.

## Palmarès

### En équipe nationale
Suède -19 ans
- Championnat d'Europe des moins de 19 ans (1)
  - Vainqueur en 2015

### En club
Olympique lyonnais
- Ligue des champions (1)
  - Vainqueure en 2022
- Championnat de France (2)
  - Vainqueure en 2022 et 2023
- Coupe de France (1)
  - Vainqueure en 2023